# Dyre Avenue Line
De Dyre Avenue Line, is een van de IRT-lijnen, of 'trajecten', van de metro van New York. De lijn was oorspronkelijk onderdeel van de New York, Westchester and Boston Railway, geopend in 1912, maar werd na het faillissement van deze spoorwegmaatschappij onderdeel van de IRT in 1941.
De Dyre Avenue Line wordt gebruikt door lijn 5. De lijn takt bij het station East 180th Street af van de White Plains Road Line en vervolgt de route noordwaarts door de Bronx.